# Zoumolampis bradleyi
Zoumolampis bradleyi is een rechtvleugelig insect uit de familie Romaleidae. De wetenschappelijke naam van deze soort is voor het eerst geldig gepubliceerd in 1929 door Rehn.